# Heini Holzer
Heinrich Holzer, meglio conosciuto come Heini Holzer, (Tubre, 7 aprile 1945 – Piz Roseg, 4 luglio 1977) è stato uno scialpinista e alpinista italiano.
È stato un forte alpinista degli anni sessanta e un pioniere dello sci estremo negli anni settanta, disciplina in cui ha realizzato molte prime discese sulle Alpi. È scomparso nel 1977, in seguito ad una caduta mentre era impegnato nella discesa della parete nord-est del Piz Roseg, nel Massiccio del Bernina.

## Biografia

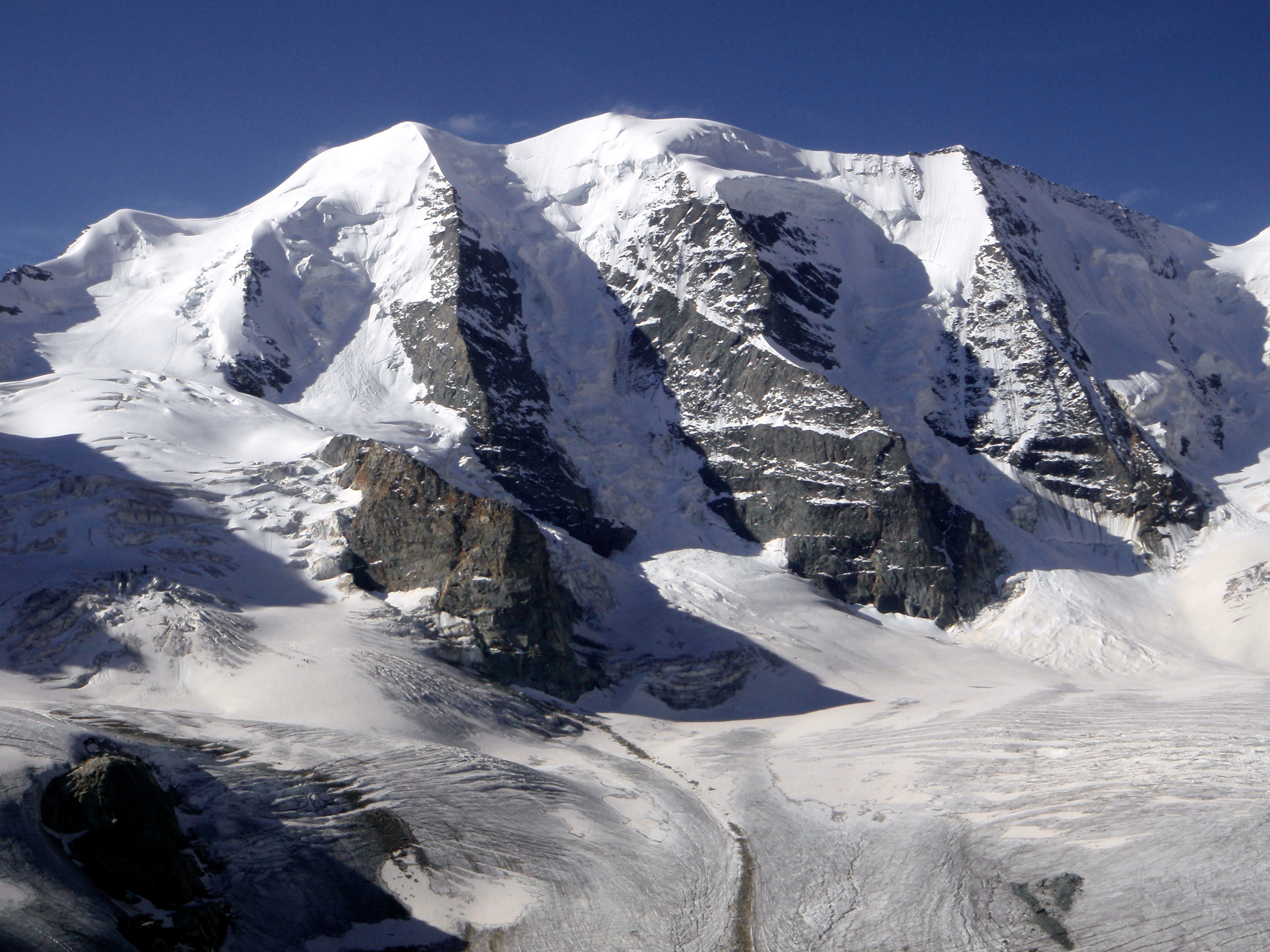
La parete nord del Piz Palü: la discesa di Holzer del 1973 è avvenuta nella parte destra della parete.

Cresciuto in ambiente familiare difficile, comincia a praticare l'alpinismo da autodidatta da adolescente. Di fisico minuto, 1,56 m, predilige l'arrampicata in libera e spesso in solitaria. Di mestiere lavora come spazzacamino e vive a Scena, vicino a Merano. A 20 anni conosce i fratelli Messner, con i quali alla fine degli anni sessanta compie importanti scalate sulle Dolomiti, tra le quali spicca nel 1967 l'apertura della Via degli Amici sulla parete nord-ovest del monte Civetta.
Negli stessi anni scopre una nuova passione, la discesa delle ripide pareti delle montagne con gli sci, disciplina praticata a quell'epoca da pochissimi alpinisti e ne diviene presto un protagonista. Apprende la tecnica da autodidatta, allenandosi con lo scialpinismo e la corsa in montagna. Come era accaduto per l'arrampicata libera, è sostenitore di un'etica basata sull'ascensione senza l'utilizzo dell'elicottero e sulla non spettacolarizzazione tramite i mass-media delle proprie discese.
Per tutti gli anni settanta ogni anno compie regolarmente almeno una decina di prime discese, da solo o in compagnia di altri alpinisti. Dal 1972 è spesso accompagnato da Sieglinde Walzl, una giovane ragazza sua vicina di casa, a cui aveva insegnato a sciare e l'andare in montagna. Tra le prime discese più impegnative ci sono quella della parete nord del Piz Palü del 1972, lo Sperone della Brenva sul Monte Bianco nel 1973, la parete nord dell'Aletschhorn e del Gran Paradiso nel 1975.
Il 4 luglio 1977 tenta la prima discesa della parete nord-est del Piz Roseg, su cui era già salito il giorno prima con Sieglinde, ma aveva rinunciato per la presenza di alpinisti sulla parete. Quel giorno, per cause ignote, forse la rottura di un attacco, dopo poche curve cade e perde la vita.

## Salite sulle Alpi
Nella lista che segue sono elencate alcune delle salite più significative di Heini Holzer:
- Spigolo nord - Monte Agner - febbraio 1967 - Prima invernale con Reinhold Messner e Sepp Mayerl[1]
- Via Philipp-Flamm - Monte Civetta/Punta Tissi - 1967 - Salita con Reinhold Messner[2]
- Via degli Amici ("Weg der Freunde" in tedesco) - Monte Civetta - 1967 - Prima salita con Reinhold Messner, Sepp Mayerl e Renato Reali[3]
- Via Lacedelli - Cima Scotoni - 1967 - Terza salita con Reinhold Messner, Sepp Mayerl, e Renato Reali[4]
- Via Messner - Gruppo del Catinaccio/Le Coronelle - 6 settembre 1969 - Prima salita con Reinhold Messner[5]

## Discese di sci estremo

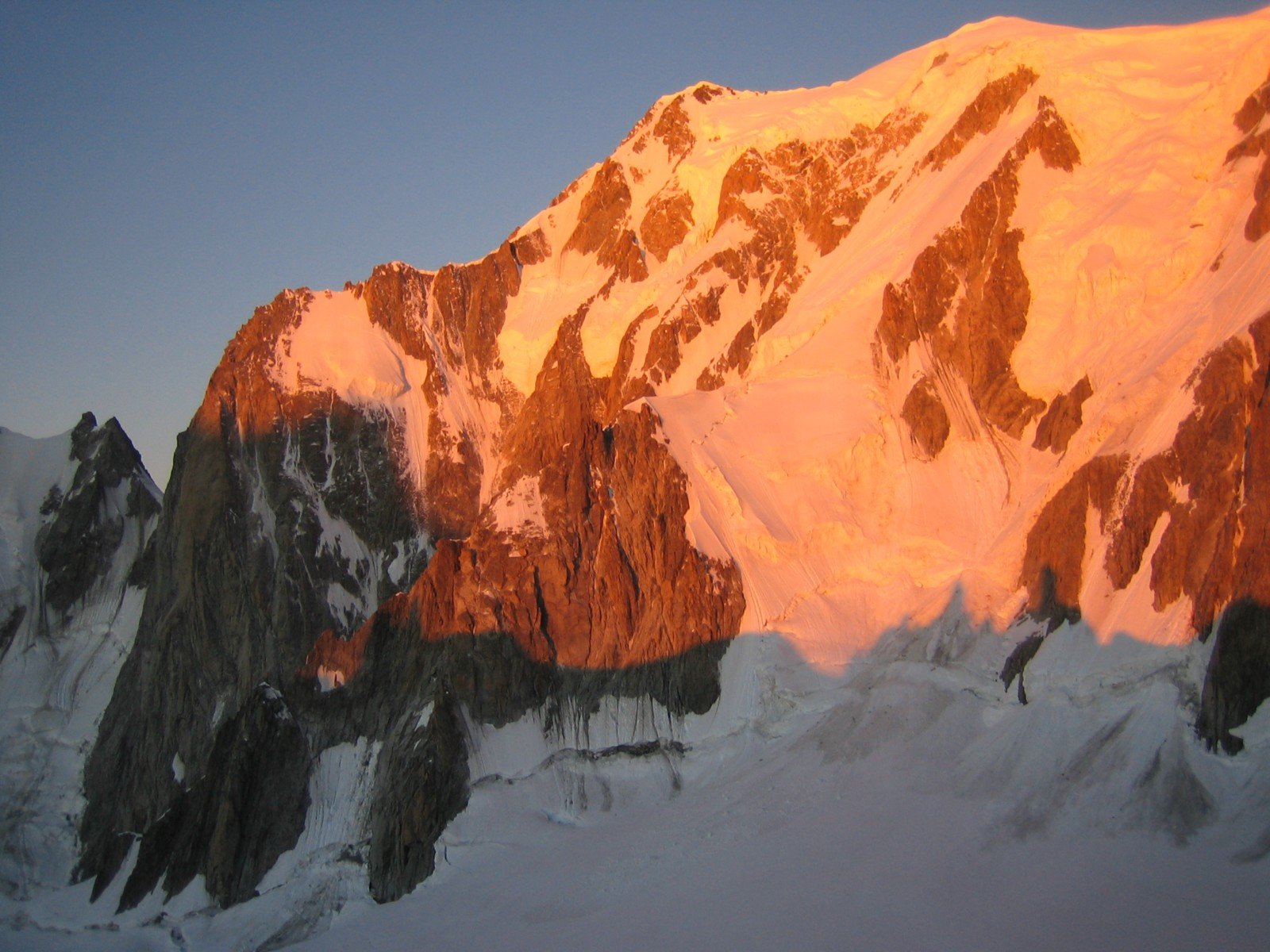
Al centro della foto, in diagonale verso destra, lo Sperone della Brenva, sul versante est del Monte Bianco, disceso per la prima volta da Holzer nel 1973.

Nella lista che segue sono elencate alcune delle discese più significative di Heini Holzer:
- Parete nord - Marmolada - 13 giugno 1970
- Parete nord - Similaun - 20 giugno 1970
- Canalone della Tosa (o canalone Neri) - Cima Tosa - 21 giugno 1970 - Prima discesa
- Parete nord - Cima Brenta - 11 luglio 1970 - Prima discesa
- Parete ovest - Monte Pasquale - 17 ottobre 1970 - Prima discesa
- Parete nord - Monte Cristallo - 11 maggio 1971 - Prima discesa
- Parete nord-ovest - Gran Zebrù - 20 maggio 1971 - Prima discesa
- Parete nord - Cima Presanella - 8 luglio 1971 - Prima discesa
- Canalone Holzer - Sasso Pordoi - 30 aprile 1972 - Prima discesa[6]
- Parete nord - Piz Palü - 8 luglio 1972 - Prima discesa, accompagnato a piedi da Sieglinde Walzl
- Parete nord-est - Lenzspitze - 22 luglio 1972 - Prima discesa
- Sperone della Brenva e variante Güssfeldt - Monte Bianco - 30 giugno 1973 - Prima discesa[7]
- Canalone di Lourousa - Monte Argentera - 7 luglio 1973 - Prima discesa
- Via Detassis - Cima Presanella - 1974 - Prima discesa
- Parete nord - Lyskamm Occidentale - 1974 - Prima discesa
- Parete nord - Aiguille d'Argentière - 1974 - Prima discesa
- Parete nord-ovest - Antelao - 18 maggio 1975 - Prima discesa con Helmut Vitroler, Claudio Nardi e Sieglinde Walzl
- Taschach-Eiswand - 1975 - Prima discesa con Helmut Vitroler, Claudio Nardi e Sieglinde Walzl
- Parete nord - Sattelhorn - 3 luglio 1975 - Prima discesa
- Parete nord - Aletschhorn - 6 luglio 1975 - Prima discesa
- Parete sud - Ortles - 11 luglio 1975 - Prima discesa
- Parete nord-ovest - Gran Paradiso - 13 luglio 1975 - Prima discesa con Helmut Vitroler e Sieglinde Walzl
- Parete nord - Alpspitze - 1976 - Prima discesa con Helmut Vitroler
- Parete est - Sass de Putia - 1976 - Prima discesa con Sieglinde Walzl
- Versante sud - Piz Linard - 1º aprile 1976 - Prima discesa
- Parete nord - Cima dal Cantun - 10 giugno 1976 - Prima discesa
- Parete nord - Cima di Rosso - 13 giugno 1976 - Prima discesa

## Galleria d'immagini

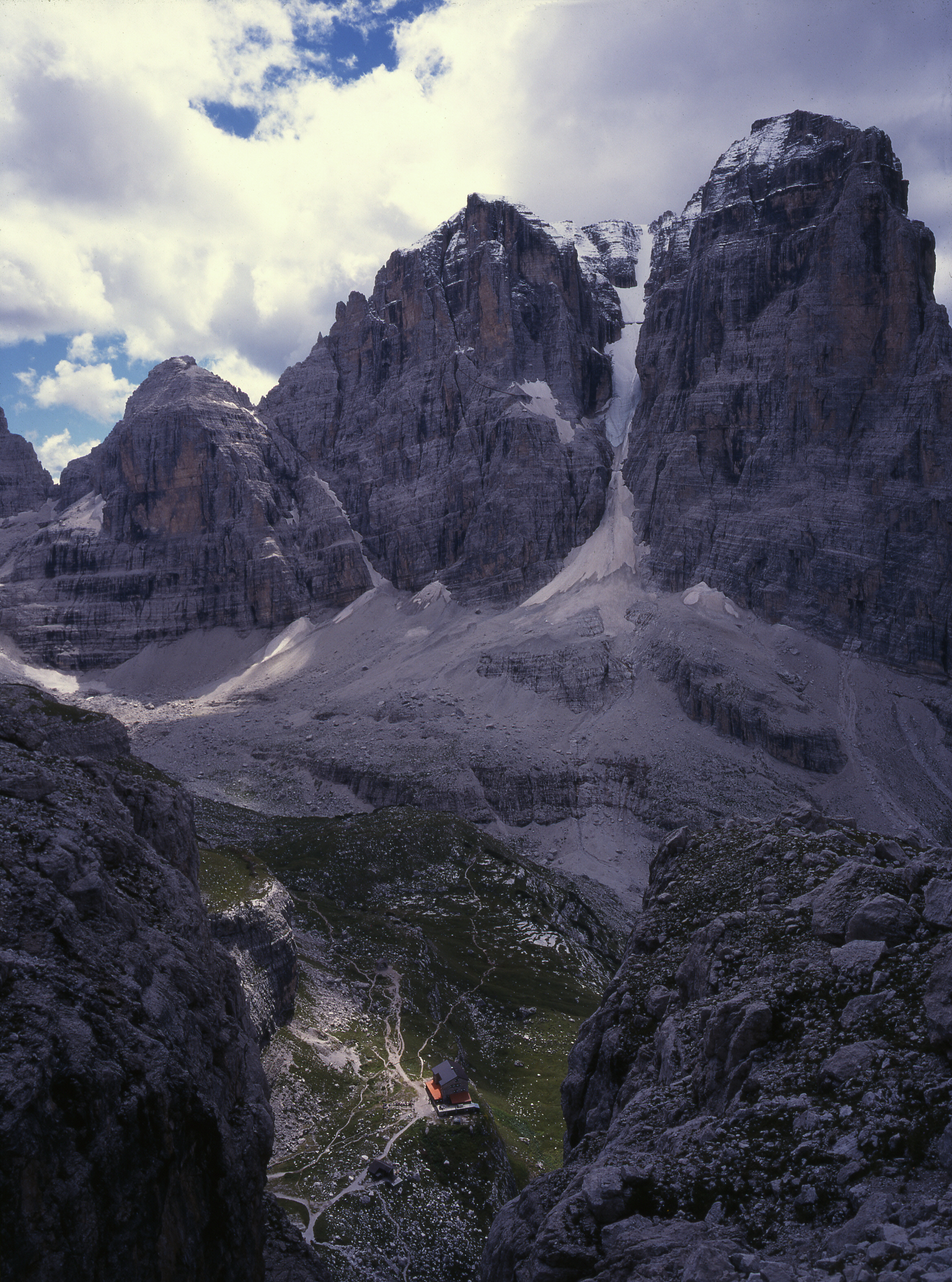
Il canalone della Tosa sulla Cima Tosa, disceso da Holzer nel 1970.
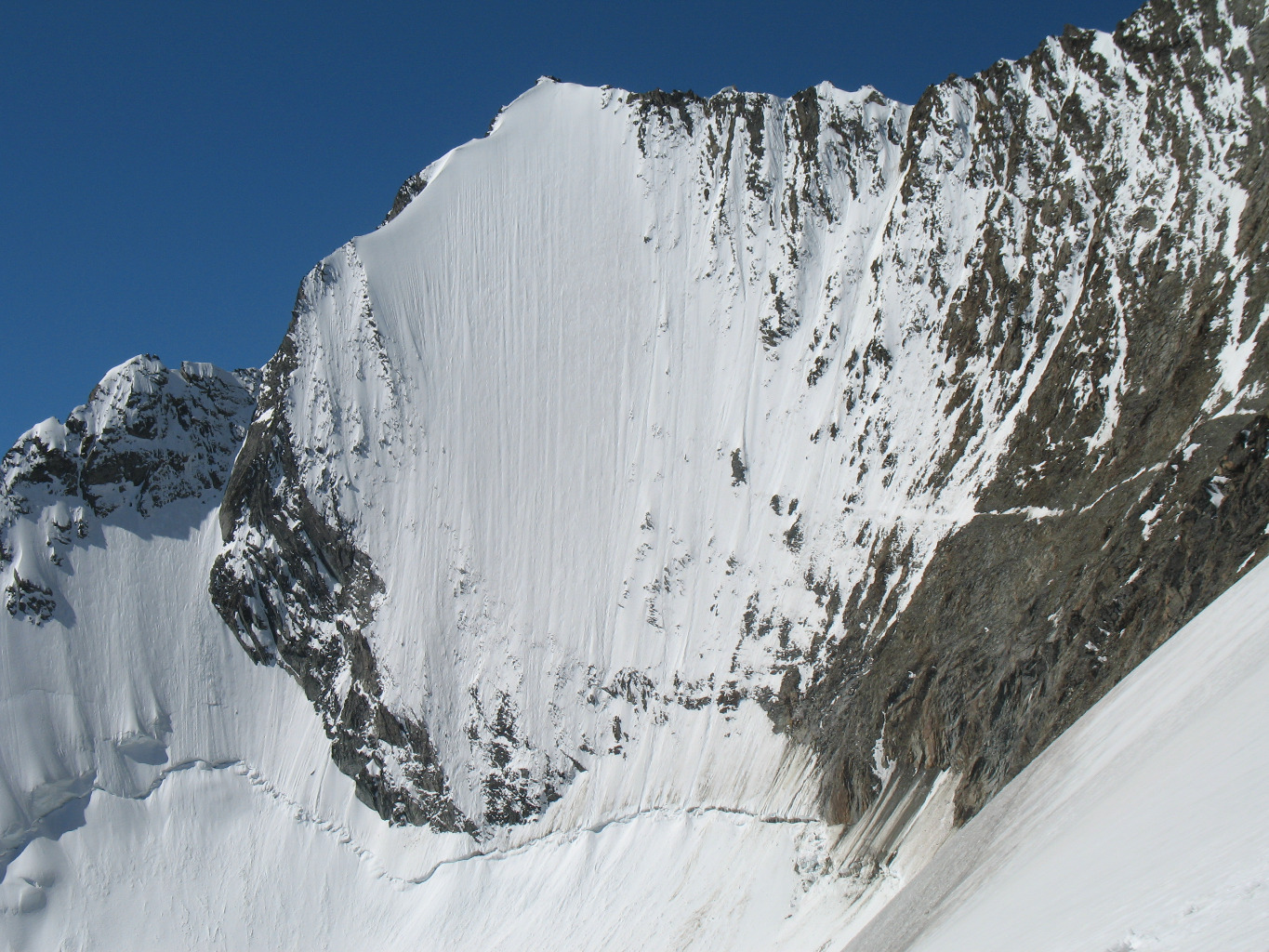
La parete nord del Lenzspitze, discesa da Holzer nel 1972.
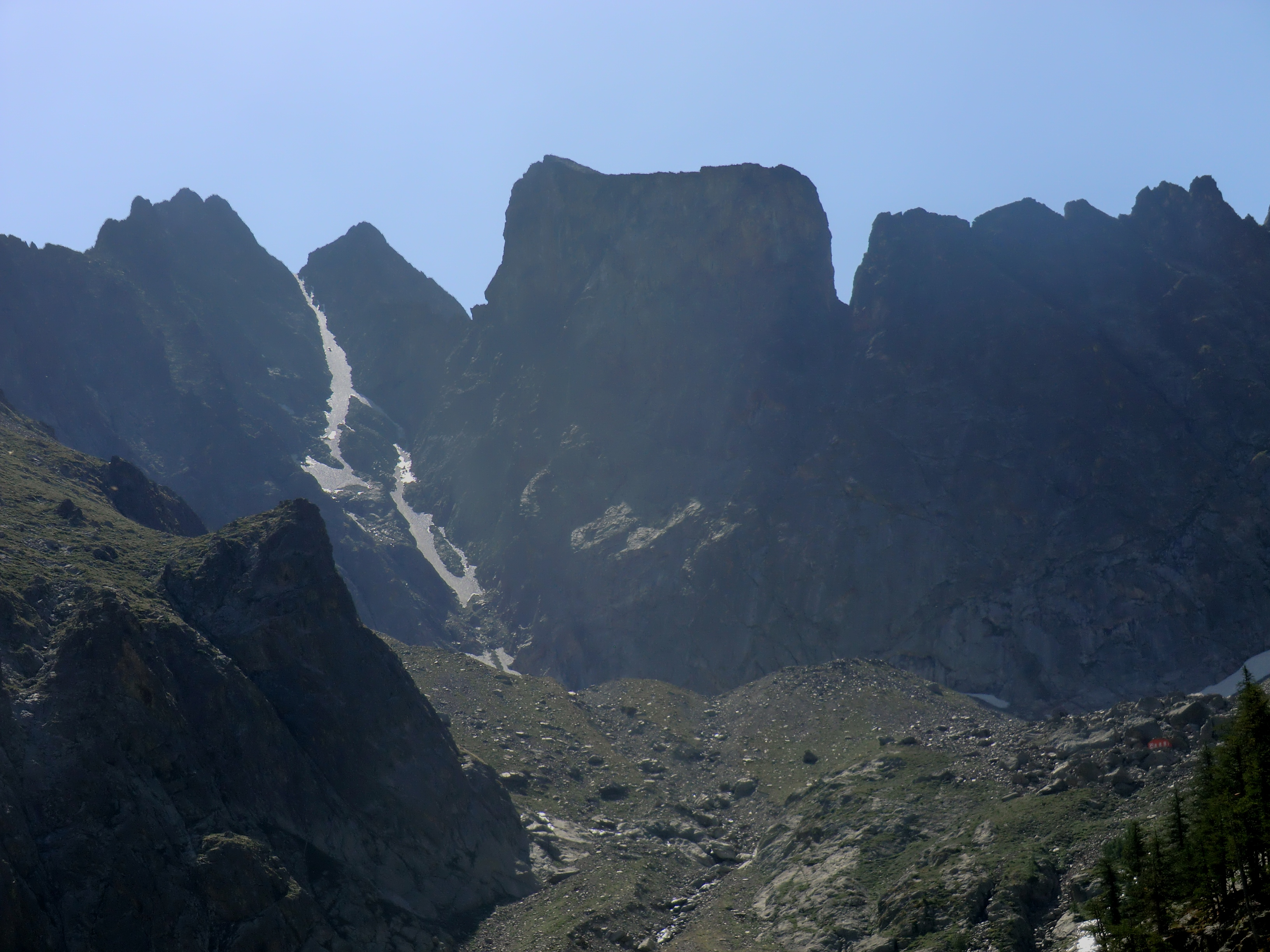
Il canalone di Lourousa sul Monte Argentera, disceso da Holzer nel 1973.